# Richard Cumberland
Richard Cumberland (Aldersgate, Londres, 1631 - 1718) va ser un filòsof anglès defensor de l'utilitarisme. Defensava que l'home estava inclinat a la benevolència, en contra de les tesis de Hobbes, i que per aquest motiu subsistien institucions socials tan variades. Les accions individuals només podien ser bones si contribuïen a la felicitat general i per això la natura premia allò virtuós i castiga les accions dolentes. Destaquen també els seus escrits històrics.